# Skandal der Philosophie
Als Skandal der Philosophie wird der Umstand bezeichnet, dass in der Philosophie – trotz ihrer langen Tradition – keine These oder Erkenntnis von allen Philosophen als evident anerkannt wird. 
Karl Jaspers führt dazu aus: „Was aus zwingenden Gründen von jedermann anerkannt wird, das ist damit eine wissenschaftliche Erkenntnis geworden, ist nicht mehr Philosophie, sondern bezieht sich auf ein besonderes Gebiet des Erkennens“. 
Immanuel Kant bezeichnete als Skandal der Philosophie – im Hinblick auf George Berkeley –, dass man für die Realität der Dinge eines Beweises bedürfe. Für Kant „bleibt es immer ein Skandal der Philosophie und allgemeinen Menschenvernunft, das Dasein der Dinge außer uns [...] bloß auf Glauben annehmen zu müssen, und, wenn es jemand einfällt es zu bezweifeln, ihm keinen genugtuenden Beweis entgegenstellen zu können.“ (Immanuel Kant: AA III, 23). 
Dem hielt Martin Heidegger unmittelbar entgegen: „Der ‚Skandal der Philosophie‘ besteht nicht darin, daß dieser Beweis noch aussteht, sondern darin, daß solche Beweise immer wieder erwartet und versucht werden. Nicht die Beweise sind unzureichend, sondern die Seinsart des beweisenden und beweisheischenden Seienden ist unterbestimmt.“ (§ 43 von Sein und Zeit, 11. Aufl. S. 217). Er betrachtete die Frage Kants als ein Scheinproblem. 
Dieter Mersch wiederum sieht in der Ethik des Natürlichen von Hans Jonas einen Ansatz, der „schließlich jenen Skandal auszuräumen erlaubt, der der Heideggerschen Philosophie von Anfang an anhaftete: das Fehlen jeglicher Kategorie des Moralischen.“
Auch der Philosophiehistoriker Franz Kröner sieht den „eigentlichen Skandal der Philosophie [...] in der unreduzierbaren Vielheit und dem krassen Widerstreit der philosophischen Anschauungen untereinander“. Ironisch ausgelegt ist es für Heinrich Heine ein Hinweis auf einen Skandal der Philosophie, wenn er die Philosophie als den „Missbrauch der Terminologie“ betrachtet, „die zu diesem Zweck eigens erfunden wird“.
In einem jüngeren Beitrag verwendet Andreas Urs Sommer den Begriff, um auf eine Diskrepanz zwischen der theoretischen Arbeit der Philosophen und dem praktischen Handeln aufmerksam zu machen.